# Caranx lugubris
Caranx lugubris, comúnmente conocido como jurel negro o tiñosa, es una especie de peces de la familia Carangidae en el orden de los Perciformes.

## Morfología
Los machos pueden llegar alcanzar los 100 cm de longitud total y los 17,9 kg de peso.

## Distribución geográfica
Se encuentra en las  costas occidentales del Océano Índico (desde Sudáfrica hasta Reunión, Mauricio y Seychelles), el Pacífico occidental (desde el sur del Japón hasta Nueva Caledonia), el  Atlántico occidental (desde Bermuda y el norte del Golfo de México hasta el Brasil), el  Atlántico oriental (Azores, Archipiélago de Madeira, Cabo Verde y Golfo de Guinea) y en las costas centrales del Pacífico oriental (desde México hasta Costa Rica ).